# Iwan Dobrobabin

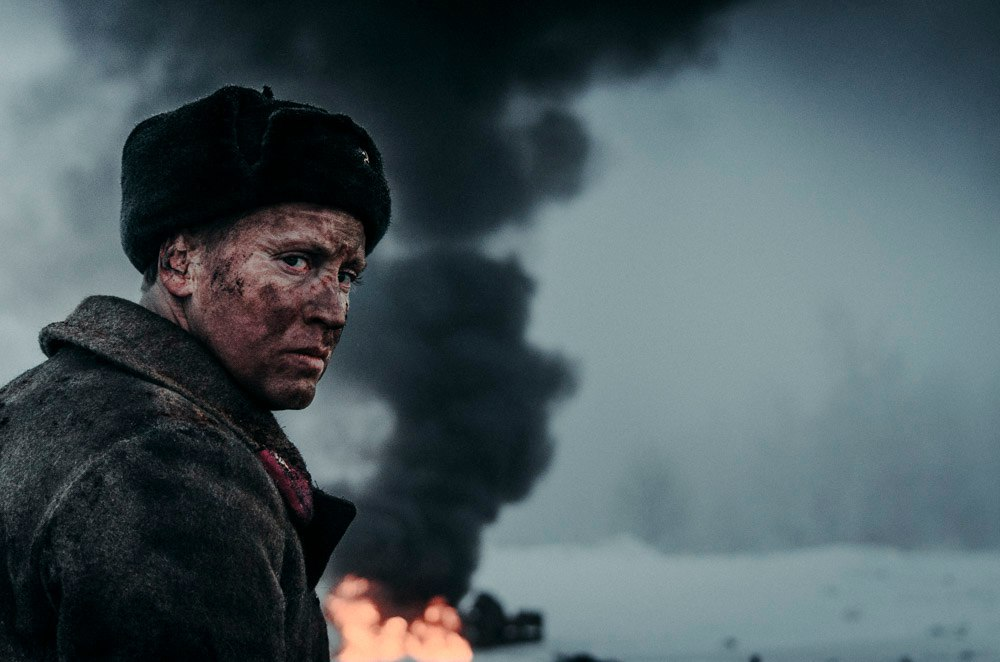
Jakow Kuczerewski jako Iwan Dobrobabin w rosyjskim filmie „28 Panfiłowców”

Iwan Jewstafjewicz Dobrobabin (ros. Иван Евстафьевич Доброба́бин; ur. 26 maja?/8 czerwca 1913 we wsi Perekip w guberni charkowskiej, zm. 19 grudnia 1996) – radziecki wojskowy, sierżant, a także członek kolaboracyjnej policji pomocniczej podczas II wojny światowej.

## Życiorys
Ukrainiec. Ukończył szkołę podstawową. Od 1928 r. pracował w fabryce traktorów w Charkowie. W 1939 r. został zmobilizowany do Armii Czerwonej. Brał udział w bitwie z Japończykami nad Chalchyn gol. Po demobilizacji znalazł pracę na budowie Wielkiego Kanału Czujskiego w rejonie Biszkeku.
Po ataku wojsk niemieckich na ZSRR 22 czerwca 1941 ponownie zmobilizowano go do Armii Czerwonej. Od września tego roku w stopniu sierżanta brał udział w walkach w składzie 316. Dywizji Strzeleckiej. W II poł. listopada uczestniczył w ciężkich walkach w rejonie mijanki Dubosiekowo, współdowodząc (z politrukiem Kłoczkowem) 4. kompanią 2. batalionu strzelców 1075. Pułku Strzeleckiego. Prezydium Rady Najwyższej ZSRR 21 lipca 1942 nadało mu pośmiertnie tytuł Bohatera Związku Sowieckiego.
Faktycznie I. J. Dobrobabin nie zginął, ale ranny dostał się do niewoli niemieckiej. Osadzono go w obozie jenieckim w Możajsku, skąd zbiegł na początku 1942, po czym powrócił do rodzinnej wsi Perekop. W czerwcu tego roku wstąpił do miejscowej policji pomocniczej. Początkowo służył jako posterunkowy na stacji kolejowej Kowjahy, a następnie został dowódcą zmiany wartowniczej we wsi Perekop. Kiedy Armia Czerwona zajęła wieś 25 lutego 1943, został aresztowany, ale Niemcy odzyskali ją już 8 marca tego roku. Dobrobabon kontynuował kolaboracyjną służbę policyjną. Objął funkcję zastępcy naczelnika policji, a następnie sam stanął na jej czele. W momencie zbliżania się Armii Czerwonej w sierpniu ewakuował się do wsi Tarasiwka w owbwodzie odeskim, gdzie objęła go radziecka ofensywa. W marcu 1944, nie rozpoznany, został zmobilizowany do Armii Czerwonej. Uczestniczył w operacji jassko-kiszyniowskiej, walkach o Budapeszt i Wiedeń.
Po demobilizacji powrócił do Kirgistanu, gdzie aresztowano go pod koniec 1947. Po śledztwie skazano go na początku czerwca 1948 na karę 15 lat więzienia. W 1948 pozbawiono go też tytułu Bohatera Związku Sowieckiego. W wyniku ogłoszenia amnestii w 1955 karę zmniejszono mu do 7 lat, po czym wypuszczono na wolność. Zamieszkał w Cymlansku. W 1988 wystąpił o rehabilitację, ale rok później prokuratura odmówiła.